# 十字路車站
十字路車站位於台灣嘉義縣阿里山鄉，為林務局阿里山林業鐵路阿里山線之鐵路車站。

## 十字村
十字村（俗稱「十字路」）早期居民多為伐木工人；阿里山公路未開通前，十字路是附近地區原住民部落交通節點及貨物集散地，也是離該地區各部落最近且互動最頻繁的村落。阿里山公路開通後，鐵路旅客減少，十字社區人潮隨之驟減。林務局嘉義林管處曾耗時3年進行社區林業輔導；之後鐵路遊輪列車首度開通至十字路站，帶來遊客也帶給社區發展願景。在阿里山林業鐵路及文化資產管理處建議下，社區居民研發社區特色小吃，如蜘蛛抱蛋粽、柴火直燒竹筒飯、愛嬌姨草仔粿、村長烤肉等，同時出動居民以當地竹材及木材美化攤位。隨後，列車再度復駛到十字路，遊客大增，且有4位青年返鄉創業，在車站旁開設咖啡店，同時兼作旅遊服務中心。 自車站下車，往右邊階梯向下走，即會遇見阿里山公路。

## 車站構造
- 車站左邊是辦公室，右邊是候車室。

## 利用狀況
- 受八八風災影響，曾於2008年8月8日至2017年9月1日期間停駛。
- 2017年7月5日起，每週三停靠郵輪式列車。
- 2017年9月1日起，正班車行駛至本站，本站暫為本線終點。
- 2024年7月6日起復駛至阿里山站，5次、8次均不停靠。

## 車站週邊
- 台18線阿里山公路。

## 公車資訊
站牌名為《十字村》
| 編號 | 經營業者     | 區間               | 備註                               |
| ---- | ------------ | ------------------ | ---------------------------------- |
| 7322 | 嘉義縣公車處 | 嘉義－阿里山       | 台灣好行奮起湖石棹阿里山（B1）線。 |
| 7329 | 嘉義縣公車處 | 高鐵嘉義站－阿里山 | 台灣好行阿里山（A）線。            |

## 歷史
- 1912年10月1日：设站，曾命名「新高口社」。

## 外部連結
- 十字路車站（阿里山林業鐵路）（页面存档备份，存于）

23°29′32″N 120°45′13″E / 23.49222°N 120.75361°E